# American Eskimo Dog
Der American Eskimo Dog ist eine Hunderasse aus den USA ohne FCI-Anerkennung. Er wird vom AKC anerkannt.

## Herkunft und Geschichtliches
Noch während der Gründerzeit der USA war dieser Hundetyp ziemlich groß, um seine Pflicht als Hofhund zu erfüllen. Seit Anfang des 20. Jahrhunderts wurden Hunde dieser Rasse unter dem heutigen Namen beim United Kennel Club eingetragen. Ab diesem Zeitpunkt begannen Züchter auch damit, die kleineren Varianten zu züchten.

## Beschreibung
Diese Rasse wird als eine Variante der Deutschen Spitze angesehen. Sie wird in drei Größen gezüchtet: über 15 Zoll, 12 bis 15 Zoll und bis 12 Zoll. Das Fell ist spitztypisch lang, stehend oder mittellang. Die einzigen erlaubten Farben sind reinweiß und creamy-biscuit. Die Rasse ist nicht, wie der Name vermuten ließe, ein Schlitten- bzw. Polarhund. Weitere Beschreibung siehe Spitz (Hund). Das Haarkleid wird als selbstreinigend angesehen, die dichte Unterwolle verhindert, dass der Hund bis auf die Haut nass wird. Wie auch die europäischen Spitze ist der American Eskimo Dog bekannt für seine Robustheit und Langlebigkeit. In den USA ist die Rasse recht verbreitet, in anderen Ländern selten.